# 入善漁港
入善漁港（にゅうぜんぎょこう）は、富山県下新川郡入善町芦崎にある第1種漁港である。

## 概要
- 漁港の指定  - 1951年（昭和26年）12月13日（農林省告示第447号）
- 漁港管理者の指定 - 1954年（昭和29年）3月13日（富山県告示第212号）

古来より小型定置漁業、ごち網漁業、地引網漁業が盛んで、藩政時代から明治時代にかけて、黒部川河口付近には鑓研、荒俣と呼ばれる2つの港が栄えていたが、黒部川の氾濫により、その機能を喪失した。
以降漁港らしきものは無かったが、1951年（昭和26年）黒部川右岸に『飯野漁港』として指定を受け、漁港施設の整備が開始された。1964年（昭和39年）6月18日に局部改良事業が起工し、同年12月17日に、農林省告示第1461号を以て、『入善漁港』に名称が変更された。1966年（昭和41年）より漁港改修に着手し、これ以降本格的な漁港としての整備が着々と進められた。1973年（昭和48年）8月6日に開校式が挙行された。
- 第3次 - 第5次整備計画：改修事業として防波堤等を整備[1]。
- 第6次 - 8次整備計画：泊地、係留施設、外郭施設等を整備[1]。
- 第9次整備計画：越波、港内静穏度対策として防波堤の整備及び護岸の改良を実施[1]。
- 1979年（昭和54年）度：東側の泊地の拡張工事に着手[6]。
- 1980年（昭和55年）10月28日：灯台が完成[7]。
- 1997年（平成9年）4月1日：製氷施設が稼働開始[8]。
- 2001年（平成13年）：漁港漁村活性化対策事業により、海洋深層水取得施設が完成[1]。
- 2002年（平成14年）以降の新第1次 - 第2次漁港漁場整備長期計画：漁業集落環境整備事業により集落排水処理施設整備を実施[1]。
- 2008年（平成20年：「寄り回り波」と考えられる高波により大きな被害を受けたため、漁港施設機能強化事業により護岸改良を実施[1]。
- 新第3次長期計画：水産物供給基盤機能保全事業による岸壁補修等を実施[1]。

## 周辺
- 黒部川河口公園
- 入善漁港はまなす公園
- 新浜公園
- 入善牡蠣ノ郷
- ウーケ